# チャンディン県
チャンディン県（チャンディンけん、ベトナム語：Huyện Tràng Định / 縣長定?）は、ベトナム社会主義共和国ランソン省の県である。面積は995km²、人口は61,950人（2018年）である。